# مايكل هوارد (ممثل)
مايكل هوارد (بالإنجليزية: Michael Howard)‏ هو ممثل بريطاني، ولد في 4 مارس 1916 بيوركشاير في المملكة المتحدة، وتوفي في 18 فبراير 1988 بلندن في المملكة المتحدة.

## وصلات خارجية
- مايكل هوارد على موقع IMDb (الإنجليزية)
- مايكل هوارد على موقع قاعدة بيانات الفيلم (الإنجليزية)